# Catahoula Leopard Dog
Catahoula Leopard Dog är en hundras från delstaten Louisiana i USA. Catahoula är på ursprungsspråket choctaw namnet på en sjö i nordöstra Louisiana.

## Historia
Till ursprunget anses Catahoula Leopard Dog vara en blandning av choctawernas pariahundar och hundar som fördes till Florida av Hernando de Soto (ca 1496 - 1542) och hans efterföljare. De indianska pariahundarnas närmaste motsvarighet idag är Carolina Dog. Conquistadorernas hundar var av olika slag: molosserhundar (stridshundar), vinthundar och braquehundar av blodhundstyp, chien de Saint Hubert.
1977 bildades National Association of Louisiana Catahoulas som inte är ansluten till någon av de båda större kennelklubbarna i USA. 1979 erkändes rasen som Louisianas nationalras. Sedan 1996 kan rasen registreras i American Kennel Clubs (AKC) sidoregister Foundation Stock Service, första steget till fullt erkännande. Sedan 1995 har rasen även kunnat registreras hos United Kennel Club (UKC).

## Egenskaper
Hundarna används som vallhundar för halvvilda, förvildade och hybridiserade svin samt nötboskap och har en alldeles unik teknik. De retar upp svinen eller boskapen och låter sig jagas in i en fålla där de själva sedan kan smita ut. Tekniken kan inte läras in, sägs det , utan anses vara nedärvd.

## Utseende
"Leopard" i namnet syftar på den speciella teckningen som kommer av en merlegen, vilken också ger den säregna glasartade blicken.